# Victor Emery
Victor Emery –conocido como Vic Emery– (Montreal, 28 de junio de 1933) es un deportista canadiense que compitió en bobsleigh en las modalidades doble y cuádruple.
Participó en los Juegos Olímpicos de Innsbruck 1964, obteniendo una medalla de oro en la prueba cuádruple. Ganó dos medallas en el Campeonato Mundial de Bobsleigh de 1965, oro en la prueba cuádruple y bronce en doble.

## Palmarés internacional
| Juegos Olímpicos   | Juegos Olímpicos     | Juegos Olímpicos  | Juegos Olímpicos |
| Año                | Lugar                | Medalla           | Prueba           |
| ------------------ | -------------------- | ----------------- | ---------------- |
| 1964               | Innsbruck (Austria)  | Medalla de oro    | Cuádruple        |
| Campeonato Mundial |                      |                   |                  |
| Año                | Lugar                | Medalla           | Prueba           |
| 1965               | Sankt Moritz (Suiza) | Medalla de oro    | Cuádruple        |
| 1965               | Sankt Moritz (Suiza) | Medalla de bronce | Doble            |